# ウソイ・ダム

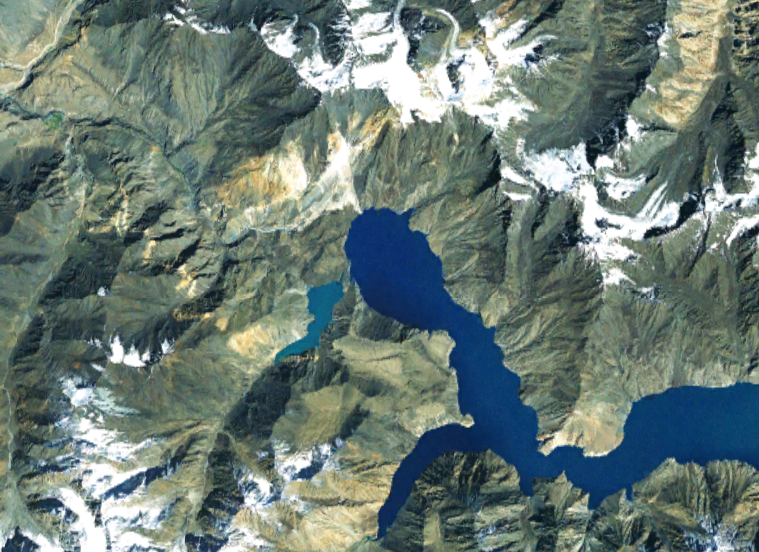
ウソイ・ダム、サレズ湖の西端部分、シャダウ湖を捉えた衛星写真。

ウソイ・ダム (Usoi Dam) は、タジキスタンのムルガブ川に位置する地すべりによって形成された天然ダム。ダムの高さは567メートル (1,860 ft)あり、天然、人造を問わず世界で最も高いダムとなっている。このダムが形成されたのは、1911年2月18日に表面波マグニチュード 7.4 のサレズ地震が発生して、大規模な地すべりが起こり、川を堰き止めたためである。
このダムは、ムルガブ川河谷の急斜面から崩落した、およそ2立方キロメートル (0.48 cu mi)の岩石からなっている。名称は、もともとこの場所にあり、1911年の地すべりで完全に埋没した集落ウソイ (Usoi) から名付けられたものである。ダムの高さは、元々の河谷の河床から500 - 700メートル (1,600 - 2,300 ft)高くなっている。
ウソイ・ダムによって形成された盆地にはサレズ湖ができて、長さが 55.8-キロメートル (34.7 mi)に及ぶこの湖には、16.074立方キロメートル (13,031,000 acre⋅ft) の水が湛えられている。水はダムを越えて流れることはなく、もしそのようなことがあればダムはたちまち浸食されるはずである。その代わりに、水はダムの底から滲み出ており、その量はダムに流入する量と見合っているため、湖面の高さは比較的安定している。この流れは平均して毎秒45立方メートルほどである。
地質学者たちは、地震が活発なパミール高原では決して珍しくない大規模地震が将来発生すれば、ウソイ・ダムが安定を失い、液状化を起こすか、さらに地すべりを起こして崩壊するのではないかと危惧している。